# Bagisara patula
Bagisara patula är en fjärilsart som beskrevs av Druce 1898. Bagisara patula ingår i släktet Bagisara och familjen nattflyn. Inga underarter finns listade i Catalogue of Life.